# Eois cymatodes
Eois cymatodes là một loài bướm đêm trong họ Geometridae.